# Inibitori selettivi della ricaptazione della serotonina
Gli inibitori selettivi della ricaptazione della serotonina, noti anche con l'acronimo SSRI (dall'inglese Selective Serotonin Reuptake Inhibitor), sono una classe di psicofarmaci che rientrano nell'ambito degli antidepressivi. Si ritiene siano in grado di modificare la concentrazione nel cervello di alcuni neurotrasmettitori responsabili della regolazione del tono dell'umore e in particolare di aumentare la concentrazione della serotonina bloccandone il principale processo biologico di eliminazione dal vallo sinaptico (reuptake).
Vengono perciò utilizzati per un'ampia varietà di disturbi psichiatrici quali depressione maggiore, disturbi d'ansia (attacchi di panico, ansia generalizzata, disturbo ossessivo-compulsivo), disturbi dell'alimentazione (bulimia, binge-eating), disturbo post-traumatico da stress. Rappresentano attualmente il gold standard della medicina psichiatrica, grazie anche alla minore incidenza di effetti collaterali (transitori e in caso di overdose) e interazioni farmacologiche rispetto a classi di farmaci più vecchi come i triciclici e gli IMAO.
Il loro uso non si limita però all'ambito psicologico, sono infatti approvati o comunque comunemente utilizzati per un'ampia varietà di patologie come ad esempio fibromialgia, prevenzione dell'emicrania, neuropatia diabetica, disturbi del sonno, eiaculazione precoce solo per citarne alcuni. Avendo un numero così elevato di indicazioni terapeutiche sono utilizzati da milioni di persone: secondo lo studio IPSAD del CNR (Italian Population Survey on Alcohol and other Drugs) il 5,5% della popolazione italiana (cioè quasi 2,5 milioni di persone) assume antidepressivi e il loro uso è in continua crescita.

## Indicazioni
Il profilo d'efficacia dei vari farmaci SSRI in commercio è pressoché equivalente e non mostrano differenze clinicamente rilevanti, se non nell'incidenza di alcuni effetti collaterali e secondari, per cui la scelta è effettuata per lo più in base alla tollerabilità individuale, anche se la tollerabilità a lungo termine tra le varie molecole è comunque simile.

### Depressione maggiore
Nel trattamento della depressione maggiore e dei disturbi d'ansia, il NICE (National Institute of Clinical Excellence) raccomanda l'uso di antidepressivi solo quando altri interventi di tipo psicologico e comportamentale hanno fallito nel migliorare i sintomi, abbinandoli sempre alla terapia psicologica. Generalmente la scelta del trattamento farmacologico di prima linea ricade sugli SSRI che si ritiene siano efficaci nel generare in monoterapia un miglioramento almeno parziale nel 60% circa dei casi di depressione maggiore. La loro efficacia è direttamente proporzionale alla gravità dei sintomi iniziali, dato che mostrano una certa efficacia nel caso di disturbi gravi ma non forniscono benefici nel caso di depressioni di media-lieve entità, per cui il loro uso dovrebbe essere limitato ai casi comprovati di depressione maggiore o cronica. Inoltre il loro utilizzo in bambini e soggetti giovani non è raccomandato sia per l'aumentato rischio di suicidio sia per la scarsa efficacia in questa classe di pazienti.
La loro efficacia nel trattamento della depressione maggiore in monoterapia è dibattuta: degli studi ritengono che fino all'82% dell'effetto antidepressivo sperimentato dagli assuntori possa essere in realtà dovuto all'effetto placebo. Inoltre, secondo i dati ufficiali dell'FDA, solo il 43% degli studi clinici hanno dimostrato una superiorità degli SSRI rispetto al placebo nel trattamento della depressione maggiore. Una review sistematica con meta analisi del 2017, comprendente 131 studi (per un totale di oltre 27 000 pazienti esaminati), sull'uso degli SSRI per il trattamento della depressione maggiore, è giunta alla conclusione che "la qualità degli studi che ne attesta l'efficacia è soggetta al rischio di bias e perciò il significato clinico può non essere certo, i potenziali piccoli benefici derivanti dalla loro assunzione non sembrano bilanciare i loro effetti collaterali". Per queste ragioni, alcuni autori criticano l'uso degli agenti serotoninergici (come gli SSRI) come trattamento di prima linea per la depressione a causa dello scarso rapporto tra efficacia ed effetti collaterali.

### Disturbo ossessivo compulsivo
Il National Institute for Health Excellence (UK) raccomanda l'uso degli SSRI come trattamento di seconda linea del disturbo ossessivo-compulsivo di media-lieve entità (quando la psicoterapia ha fallito) e come trattamento di prima linea nel caso di disturbo severo. I pazienti trattati con SSRI hanno all'incirca il doppio di probabilità di sperimentare una riduzione dei sintomi rispetto a quelli trattati con il placebo. Dosaggi elevati di farmaco, spesso vicini ai massimali raccomandati, possono essere richiesti per il trattamento della fase acuta della patologia, che deve essere mantenuto per almeno tre mesi prima di poterne valutare appieno l'efficacia. L'efficacia è stata dimostrata sia nel trattamento a breve termine (6-24 settimane) sia in quello a lungo termine (52 settimane).

### Ansia generalizzata
Il National Institute for Health Excellence (UK) raccomanda l'uso degli SSRI per il trattamento dell'ansia generalizzata quando altri interventi di tipo psicologico si sono rivelati inefficaci nel trattare i sintomi. Dagli studi sembra emergere che gli antidepressivi sono efficaci quanto le benzodiazepine nel trattamento dell'ansia, permettendo una riduzione da modesta a moderata dei sintomi con meno effetti collaterali di sedazione e rallentamento cognitivo. Sintomi d'ansia, espressi come un senso di profonda irrequietezza interna, sono però un possibile effetto collaterale degli SSRI che può essere confuso con la patologia trattata.

### Disturbo da attacchi di panico
Il National Institute for Health Excellence (UK) raccomanda l'uso degli antidepressivi SSRI (o in alternativa altri psicofarmaci) per il trattamento del disturbo da attacchi di panico quando altri interventi di tipo psicologico si sono rivelati inefficaci nel trattare i sintomi. Tutti gli SSRI hanno mostrato un'efficacia all'incirca comparabile nel diminuire frequenza e severità del disturbo, seppur in maniera minore rispetto ad altre classi di farmaci come triciclici e IMAO rispetto ai quali presentano però una migliore tollerabilità e minori effetti collaterali. Tuttavia le evidenze circa la loro efficacia e tollerabilità per il trattamento di questo disturbo non sono ancora definitive.

### Eiaculazione precoce
Gli SSRI sono particolarmente efficaci nel posticipare l'eiaculazione sia nei pazienti sani (dove rappresenta uno dei più comuni effetti collaterali) sia in quelli che soffrono di eiaculazione precoce. Vengono perciò utilizzati a tale scopo nei pazienti affetti da disturbo grave quando altri approcci di tipo farmacologico e psicologico hanno fallito. Il loro effetto si può manifestare già dopo poche ore dall'assunzione ma tende ad aumentare con un trattamento cronico nel corso di alcune settimane. La paroxetina sembra essere il più efficace in tal senso, mentre la dapoxetina è specificatamente approvata per l'uso al bisogno.
In tre ampi studi con lo scopo di evidenziare gli effetti benefici degli SSRI nel trattamento dell'eiaculazione precoce, è stato rilevato che l'effetto ritardante sull'eiaculazione persisteva nel tempo (per oltre sei mesi) dopo l'interruzione del farmaco su un'ampia percentuale dei pazienti trattati (oltre il 60%).
Il meccanismo d'azione alla base di tale effetto terapeutico si ritiene essere sia centrale (per aumento diretto del tono serotoninergico) sia periferico. In alcuni studi si è infatti dimostrato che l'assunzione di SSRI provoca una diminuzione della sensibilità tattile della cute genitale.

## Effetti collaterali
Nella maggioranza dei casi gli effetti collaterali sono di lieve entità e rientrano nell'ambito della cefalea, dei disturbi gastrointestinali (nausea e quindi calo dell'appetito), tremori, nervosismo e disfunzioni sessuali. Gli effetti collaterali più comuni (sperimentati da più del 10% dei pazienti) consistono in:
- Disturbi gastrointestinali (nausea e calo dell'appetito);
- Disfunzioni sessuali (disfunzione erettile, calo della libido e anorgasmia), anedonia;
- Sonnolenza o insonnia;
- Affaticamento, nervosismo e tremori;
- Sudorazione e/o bocca secca;
- Sogni lucidi:
- Acufeni.

Sono in genere autolimitanti, cioè tendono a presentarsi nei primi giorni di assunzione per poi diminuire nel corso delle prime settimane di trattamento. Gli effetti collaterali sulla sfera sessuale tendono invece a comparire nel corso delle prime settimane di trattamento e a persistere nel corso dell'assunzione.
In alcuni casi è stato dimostrato che anche queste molecole, come i farmaci triciclici, possono dare un prolungamento dell'intervallo QT. L'assunzione di questi farmaci può aumentare il rischio di fratture ossee, di sanguinamento e di disturbi della coagulazione. Sono stati segnalati inoltre casi di disturbi del movimento (tremori, diminuzione della coordinazione motoria) e alcuni rari casi di disturbi extra-piramidali.
Generalmente l'assunzione di questi farmaci (in particolare della fluoxetina) è fortemente sconsigliata in gravidanza e allattamento: nel caso sia necessario proseguire la terapia anche in questa fase, la scelta ricade di norma su altre molecole. In ogni caso deve sempre essere fatta, dallo psichiatra in collaborazione con la paziente, un'attenta valutazione del rapporto rischio/beneficio nell'utilizzo in gravidanza di questi farmaci.
Secondo alcuni autori, l'uso a lungo termine di antidepressivi può portare allo sviluppo di depressione cronica: gli iniziali miglioramenti sono a volte seguiti, dopo mesi di trattamento, dalla ricomparsa di forme ansioso-depressive stavolta resistenti al trattamento farmacologico. Ciò prende il nome di "disforia tardiva".

### Disfunzioni sessuali e ottundimento emotivo

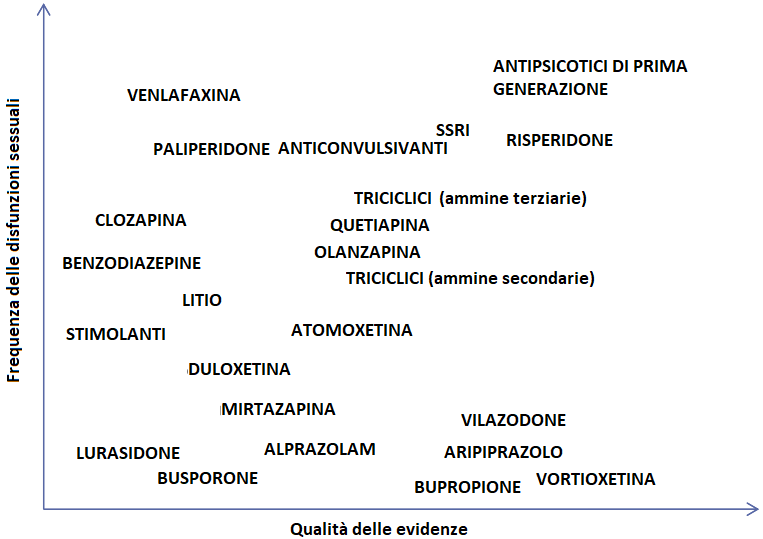
Frequenza di disfunzioni sessuali causate da diverse classi di psicofarmaci. Gli SSRI si classificano tra i farmaci più inclini a causare questo tipo di effetti indesiderati.

Accade molto comunemente che chi assume antidepressivi SSRI (e anche SNRI) lamenti effetti collaterali sulla sfera sessuale, che si configurano in disfunzione erettile nell'uomo e difficoltà nella lubrificazione nella donna, incapacità di raggiungere l'orgasmo, calo della libido e più raramente diminuzione della sensibilità genitale.
La percentuale di persone che sperimenta questo tipo di effetti collaterali varia molto in base agli studi: i primi ne stimavano una prevalenza attorno all'8-14% (ma ciò si è rivelato un dato sottostimato perché i pazienti non erano propensi a riportare tali effetti) mentre le attuali indagini post-marketing portano tale percentuale al 60-70%. Alcuni studi arrivano a una prevalenza del 100%. Secondo i risultati di una recente indagine, il 70% delle donne lamenta una significativa diminuzione della libido e il 40% una totale perdita dell'iniziativa sessuale che nel 60% dei casi ha condotto a difficoltà relazionali. Percentuali simili sono state rilevate anche negli uomini.
Uno studio del 2009 condotto da un team di ricercatori dell'Università di Oxford ha trovato che gli SSRI causano nella maggior parte dei pazienti trattati ottundimento emotivo, espresso come apatia e una minore capacità di provare empatia ed emozioni positive. A causa di ciò alcuni pazienti hanno sviluppato ideazioni suicidarie e uno è arrivato a infliggersi autolesionismo nella speranza di provare "emozioni". In questo studio è risultato che i pazienti erano in grado di distinguere tra i deficit emozionali causati dal trattamento e quelli dovuti alla loro patologia depressiva. In un altro studio pubblicato nel 2014 si è evidenziato come gli SSRI (e anche i TCA anche se in misura minore) abbiano un impatto negativo significativo sui sentimenti di "amore" e "attaccamento" verso la partner, in particolare negli uomini.
Le disfunzioni sessuali e l'ottundimento emotivo sono un sintomo tipico anche di molte patologie ansioso-depressive: i sintomi tipici riguardano soprattutto il calo del desiderio e la disfunzione erettile, ma non la difficoltà a raggiungere l'orgasmo e l'anestesia genitale, che sembrano invece essere peculiare caratteristica degli antidepressivi serotoninergici.
Può accadere che alcuni effetti collaterali, in particolare le disfunzioni sessuali, persistano per un tempo indefinito (forse irreversibilmente) dopo la sospensione del trattamento, generando la disfunzione post-SSRI.

### Rischio di suicidio
Meta analisi di studi clinici randomizzati hanno dimostrato che l'uso di antidepressivi SSRI è collegato a un aumentato rischio di ideazioni suicidarie in bambini e adolescenti: in particolare una revisione di studi clinici condotta nel 2004 dalla FDA ha trovato un aumento del rischio di "possibili ideazioni suicidarie e comportamento suicidario" dell'80% e di agitazione e comportamenti ostili del 130%, in particolare nei primi mesi di trattamento.
Negli adulti sopra i 25 anni non sembrano esserci evidenze di un aumentato rischio di comportamenti e ideazioni suicidarie legate all'uso di SSRI. L'attenta valutazione e il continuo controllo del paziente da parte dello specialista sono però consigliati.

### Gravidanza e allattamento
L'uso di SSRI in gravidanza è associato a un aumento del tasso di aborti spontanei del 70% e a un generale aumento della possibilità di parto pre termine.  Un'analisi sistematica di studi ha evidenziato come l'assunzione di SSRI in gravidanza porti a un aumento del rischio di malformazioni del feto comprese tra il 3% e il 24%, mentre non ha trovato evidenze di un aumento del rischio di difetti cardiovascolari.
Raramente i neonati la cui madre ha assunto un SSRI, specie negli ultimi mesi di gravidanza, possono soffrire di ipertensione polmonare persistente, una sindrome che causa un anomalo aumento della pressione sanguigna nei vasi polmonari del neonato con conseguente diminuzione dell'efficienza di ossigenazione. Questa condizione è associata con un aumento del 25% dei casi di deficit neurologico a lungo termine.
I neonati di madri che assumevano SSRI nel corso della gravidanza possono soffrire di una forma di sindrome di astinenza che consiste in una serie di sintomi neurologici, gastrointestinali, respiratori ed endocrini che tendono a risolversi autonomamente nel giro di qualche giorno.
Secondo una review di studi del 2015 ci sono indicazioni di come l'esposizione del feto a un SSRI possa portare a un aumentato rischio di autismo mentre uno studio del 2016 indica che possa predisporre a forme di depressione negli adolescenti. Altri studi hanno messo in evidenza anomalie nello sviluppo cerebrale dei neonati le cui madri avevano assunto SSRI. Studi su animali hanno trovato che l'esposizione prenatale a un SSRI altera il comportamento sessuale nella prole, tuttavia non è noto se tali risultati possono essere traslati all'uomo.
L'attuale letteratura medica considera alcuni SSRI, come sertralina e paroxetina, sicuri durante l'allattamento.

### Diabete
La somministrazione di un SSRI può influenzare il controllo glicemico. L'aumento del tono serotoninergico indotto dall'antidepressivo, infatti, sembrerebbe aumentare la secrezione e la sensibilità all'insulina. Con fluoxetina si è osservata ipoglicemia durante la terapia e iperglicemia alla sospensione del trattamento. Il dosaggio dei farmaci antidiabetici (ipoglicemizzanti orali e insulina) potrebbe, quindi, richiedere un aggiustamento.

### Osteoporosi
Durante l'assunzione di SSRI si è osservato un aumento del rischio di fratture (50% circa di rischio in più nel corso di 10 anni), sia in pazienti psichiatrici sia in quelli non psichiatrici, e che ciò era dovuto a una diminuzione della densità ossea. Dato l'incremento delle prescrizioni anche in donne post-menopausa per la cura delle vampate di calore, si richiede un particolare monitoraggio specie in questa classe di pazienti per l'aumentata incidenza di osteoporosi (circa 30% nell'arco di 10 anni).

### Iponatriemia
Gli SSRI possono indurre iponatriemia (valore medio di 120 mmoli/L) con un aumento del rischio di 3,5 volte. Nella maggior parte dei pazienti tale effetto si manifesta durante il primo mese di terapia: il rischio è maggiore nelle donne anziane e nei pazienti in terapia con diuretici. L'iponatriemia si manifesta con confusione, convulsioni, senso di fatica, delirio, sincope, sonnolenza, agitazione, vertigini, allucinazioni, e più raramente, con aggressività, disturbi della personalità e depersonalizzazione. La comparsa di sintomi neuropsichiatrici durante il primo mese di trattamento deve di conseguenza suggerire la misurazione degli elettroliti sierici.

### Disturbi dell'apparato cardiocircolatorio
Poiché il citalopram può prolungare l'intervallo QT, si raccomanda cautela in caso di pazienti con prolungamento congenito dell'intervallo QTc oppure in caso di associazioni farmacologiche con farmaci noti per prolungare l'intervallo QT. L'associazione degli antidepressivi con antipsicotici aumenta il rischio di prolungamento dell'intervallo QT.
Un altro studio indica che l'uso di antidepressivi serotoninergici è legato a un maggiore rischio di valvulopatie, probabilmente a causa della stimolazione del recettore 5HT2B.

### Altri effetti collaterali sospetti
Secondo una meta-analisi di studi condotta da un team della Mc Master University, pubblicata sulla rivista Psychotherapy and Psychosomatics nel 2017, l'assunzione di antidepressivi SSRI è associata a un incremento della probabilità di morte per qualsiasi causa del 33% nella popolazione senza precedenti fattori di rischio (come patologie cardiovascolari o metaboliche). Tuttavia nei soggetti con tali fattori di rischio, l'aumento della probabilità di morte non è significativo. Ciò si crede sia dovuto tra l'altro alla capacità di questi farmaci di influenzare la viscosità ematica che, mentre nei soggetti con patologie cardiovascolari può avere un effetto benefico, in quelli sani può essere dannoso.
Negli ultimi anni si è aperto un dibattito circa la possibile correlazione tra uso di antidepressivi e rischio di sviluppare demenza, compresa quella del tipo Alzheimer.

### Sindrome da sospensione
In concomitanza con la sospensione dell'assunzione di un SSRI, per cessazione della terapia o passaggio ad altro farmaco, sono stati riscontrati nei pazienti diversi sintomi quali vertigini, astenia, sensazione di scossa alla testa (brain-zaps), sintomi simil influenzali ma anche sintomi che ricalcano la malattia trattata, quali ansia, agitazione, insonnia. Si tratta della sindrome da astinenza da antidepressivi. Tali sintomi sono di norma lievi e autolimitanti e possono essere ridotti con una sospensione graduale del farmaco. Tendono generalmente a risolversi nel giro di qualche settimana e possono essere ridotti diminuendo gradualmente la dose di farmaco.
L'SSRI che più è incline a dare sindromi da sospensioni è la paroxetina. In alcuni rari casi i sintomi da sospensione si sono protratti per oltre un anno dopo la sospensione del farmaco.

### Overdose
Gli antidepressivi SSRI sono considerati più sicuri in caso di overdose rispetto ad altre classi di farmaci, in particolare triciclici e IMAO, sia grazie al loro più ampio indice terapeutico sia per la scarsa interazione con il sistema cardiocircolatorio. L'overdose si presenta quindi in caso di assunzione volontaria di un dosaggio eccezionalmente alto (ad esempio nel tentativo di suicidio) e difficilmente può essere dovuta all'ingestione accidentale di una dose errata. Anche ciò ha contribuito a renderli un trattamento di prima scelta per diversi disturbi psichiatrici.
Tuttavia, l'overdose non è esente da rischi in quanto si possono verificare sintomi severi e potenzialmente letali come la sindrome serotoninergica, coma, convulsioni e disturbi dell'apparato cardiocircolatorio.

## Farmacologia

### Farmacodinamica

Serotonina

Gli inibitori selettivi del reuptake della serotonina sono in grado di bloccare, probabilmente per inibizione competitiva, l'attività del "trasportatore della serotonina" (Serotonin Transporter, SERT), una delle proteine trasportatrici di membrana deputate a raccogliere la serotonina, rilasciata dal neurone presinaptico, dallo spazio sinaptico per ritrasportarla all'interno del neurone presinaptico dove verrà riciclata (cioè inglobata in nuove vescicole, pronta per essere rilasciata al successivo impulso nervoso) oppure degradata da enzimi (i più importanti dei quali sono le monoammino ossidasi). Il blocco del reuptake si crede porti quindi a un aumento della concentrazione di serotonina nelle sinapsi che può così stimolare più a lungo i rispettivi recettori.
Al di là del nome, gli SSRI non sono completamente selettivi dato che mostrano una spesso non trascurabile affinità per altri target: ad esempio la paroxetina interagisce con i recettori colinergici e ciò è causa di effetti collaterali. Inoltre la modulazione del tono serotoninergico è noto alterare indirettamente altri sistemi neurotrasmettitoriali (come ad esempio quello dopaminergico) che possono contribuire all'instaurarsi sia dell'effetto terapeutico sia di quelli collaterali.
Il loro razionale d'uso si basa sulla "ipotesi monoaminergica", una teoria empirica secondo cui l'origine della depressione sarebbe da ricercarsi in una diminuzione della quantità di alcuni neurotrasmettitori nel cervello, in particolare della serotonina. La serotonina è un neurotrasmettitore prodotto da un gruppo relativamente piccolo di neuroni presenti soprattutto nei nuclei del rafe, una piccola struttura cerebrale le cui connessioni si estendono però per tutto il sistema nervoso centrale, dove svolge ad esempio un ruolo nella regolazione del tono dell'umore, delle emozioni, delle funzioni cognitive, ma anche del sonno, della temperatura corporea e dell'appetito.
Gli SSRI sono in grado di bloccare il processo di reuptake, e quindi aumentare la concentrazione di serotonina nel vallo sinaptico, entro poche ore dalla somministrazione, eppure gli effetti antidepressivi cominciano a manifestarsi solo diverse settimane dopo l'inizio del trattamento. Non c'è una spiegazione univoca per questa latenza d'azione, le ipotesi più accreditate la imputano al fatto che affinché si manifestino gli effetti antidepressivi devono verificarsi degli adattamenti nei meccanismi di regolazione e nella chimica del neurone, come ad esempio la desensibilizzazione degli autorecettori della serotonina (che mediano un meccanismo regolativo nel rilascio di questa da parte del neurone di tipo feedback) e l'induzione di fattori neurotrofici, come il BDNF (la cui carenza, secondo più recenti teorie, sarebbe la responsabile della depressione).
Più recentemente si è dimostrato che gli SSRI sono in grado di stimolare, già a partire da dosi molto basse a cui sono inattivi nell'inibire il reuptake della serotonina, la sintesi di neurosteroidi quali ad esempio l'allopregnenolone: molti di questi composti influenzano la trasmissione cerebrale, agendo ad esempio da agonisti del recettore GABA-A e possedendo quindi effetto ansiolitico, e ciò può quindi contribuire agli effetti terapeutici degli SSRI ma anche a quelli collaterali. Tuttavia nemmeno ciò spiega completamente il meccanismo degli effetti terapeutici. Ad esempio, recenti studi hanno messo in discussione il legame tra carenza di serotonina e sintomi della depressione, evidenziando che l'efficacia di un trattamento a base di SSRI non prova tale legame. La ricerca indica che questi farmaci possono interagire con i fattori di trascrizione conosciuti come "clock genes", influenzare l'espressione genica ed espletare effetti antinfiammatori (nel corso della depressione sono state rilevate alterazioni nei livelli di marker infiammatori).

### Farmacocinetica

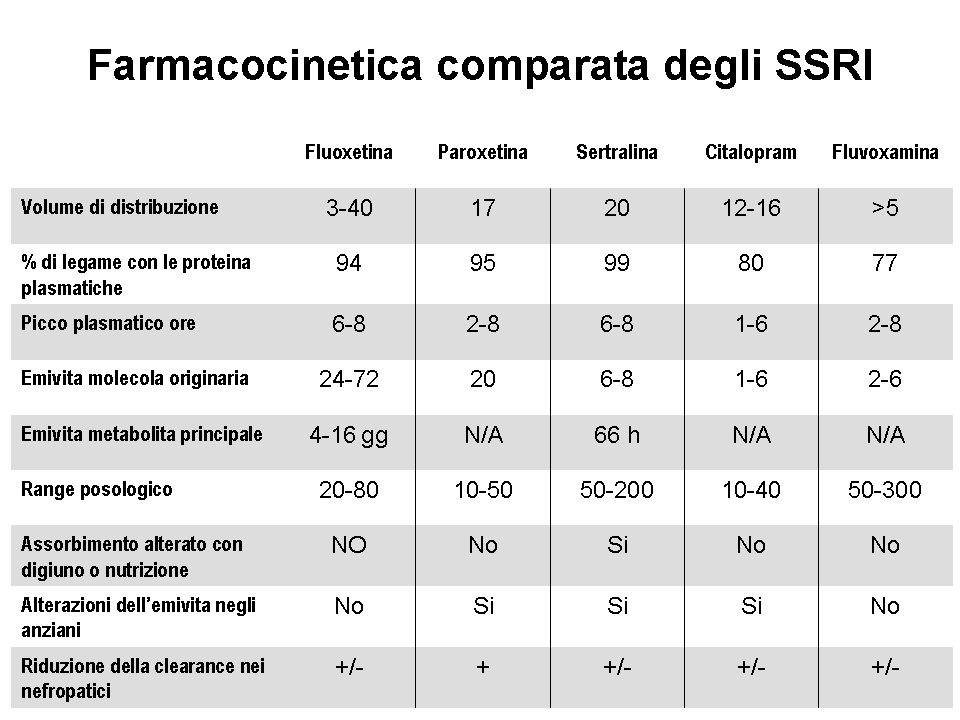
Farmacocinetica comparata degli SSRI

I primi effetti clinici di questa classe di farmaci si manifestano a partire dalla seconda settimana e possono richiedere sino a quattro settimane e oltre per raggiungere la loro massima efficacia. La terapia viene normalmente protratta per alcuni mesi, anche dopo la risoluzione dei sintomi nell'ottica di una terapia di mantenimento e di prevenzione delle ricadute.
Non creando tolleranza, dipendenza e sedazione, vengono preferiti alle benzodiazepine nella cura dei disturbi d'ansia generalizzata e nella gestione del disturbo da attacchi di panico.

## Interazioni
Le interazioni principali si hanno in particolare con i farmaci e le sostanze in grado di peggiorare o favorire l'insorgenza della sindrome serotoninergica. Le cosomministrazioni da evitare sono con:
- Altri psicofarmaci (come litio, IMAO, SNRI e triciclici);
- Stimolanti (sibutramina, amfetamine);
- Linezolid (un antibiotico);
- Alcuni integratori (come iperico, erba di San Giovanni, 5-HTP);
- Alcuni antidolorifici (come il tramadolo e alcuni FANS).

Questi composti presentano anche delle interazioni con il citocromo P450 responsabile del metabolismo di molti farmaci. Lo schema delle interazioni è riportato nella tabella:
| SSRI         | CYP1A2 | CYP2C9 | CYP2C19 | CYP2D6 | CYP3A4 | CYP2B6 |
| ------------ | ------ | ------ | ------- | ------ | ------ | ------ |
| Citalopram   | +      | 0      | 0       | +      | 0      | 0      |
| Escitalopram | 0      | 0      | 0       | +      | 0      | 0      |
| Fluoxetina   | +      | ++     | +/++    | +++    | +      | +      |
| Fluvoxamina  | +++    | ++     | +++     | +      | +      | +      |
| Paroxetina   | +      | +      | +       | +++    | +      | +++    |
| Sertralina   | +      | +      | +/++    | +      | +      | +      |

Legenda:
0 – nessuna inibizione
+ – lieve inibizione
++ – moderata inibizione
+++ – potente inibizione

## Elenco di SSRI
Le sei principali molecole appartenenti alla categoria dei farmaci SSRI sono:
- Citalopram (Elopram, Seropram)
- Escitalopram (Cipralex, Entact)
- Fluoxetina (Prozac, Fluoxetil, Fluoxeren, Fluoxetina generica)
- Fluvoxamina (Dumirox, Fevarin, Maveral, Fluvoxamina generica)
- Paroxetina (Daparox, Sereupin, Seroxat, Paroxetina generica)
- Sertralina (Zoloft, Tatig, Serad, Sertralina generica)

Possono essere prescritti sia dagli specialisti sia dai medici di medicina generale e sono tutti totalmente rimborsati dal SSN; anche ciò ne spiega la loro elevata diffusione e la prolungata assunzione. Capita spesso che chi comincia un trattamento con antidepressivo lo porti avanti anche per anni nell'ottica di una terapia di mantenimento o di prevenzione delle ricadute: secondo delle ricerche, negli USA il 60% delle persone che inizia un trattamento antidepressivo lo continua per almeno due anni, il 14% per dieci anni.